# Awesome Comics
Awesome Comics, amerikanskt serieförlag grundat 1997 av Rob Liefeld efter att han lämnat Image Comics. På det här förlaget utgav man den licensierade tidningen Fighting American. Förlaget lades ner år 2000.